# 푸앵타피트르 국제공항
푸앵타피트르 국제공항(영어: Pointe-à-Pitre International Airport, 프랑스어: Aéroport Guadeloupe Pôle Caraïbes, IATA: PTP, ICAO: TFFR)은 프랑스의 과들루프의 푸앵타피트르 북쪽의 레자빔에 위치한 국제공항으로 에어 카라이브와 에어 안틸레스 익스프레스의 허브 공항으로 그레이트 레이 아담스 국제공항 다음으로 카리브해에서 두 번째로 혼잡한 공항이며 프랑스 전체 공항 중 12번째로 바쁜 공항에 속한다.

## 운항 노선
| 항공사                   | 목적지 |
| ------------------------ | --- |
| 에어 카라이브            | 카이엔, 포트드프랑스, 아바나, 파리(오를리), 포르토프랭스, 세인트바르테르미, 세인트루시아(비글), 세인트마틴, 산토도밍고, 신트마르턴 |
| 에어프랑스               | 카이엔, 포트드프랑스, 마이애미, 파리(샤를 드 골, 오를리), 포르토프랭스, 산토도밍고                                                 |
| 세인트 바스 커뮤터       | 전세편 : 세인트바르테르미 |
| 아메리칸 이글 항공       | 산후안 |
| 콘도르                   | 프랑크푸르트 |
| 코스에어 플라이          | 파리(오를리) |
| 에어 트랜셋              | 몬트리올 |
| 니오스 항공              | 전세편 : 밀라노(말펜사) |
| LIAT 항공                | 안티구아, 도미니카 |
| 에어캐나다               | 몬트리올 |
| 에어 안틸레스 익스프레스 | 포트드프랑스, 세인트바르테르미, 세인트마틴, 산토도밍고라이스벨니아, 신트마르턴 계절편 : 푼타칸나                                   |
| 플라이 몬트세랫          | 전세편 : 몬트세랫 |

## 같이 보기
- 그레이트 레이 아담스 국제공항
- 과들루프의 공항 목록